# Chersotis ochraceobrunnea
Chersotis ochraceobrunnea är en fjärilsart som beskrevs av Embrik Strand 1921. Chersotis ochraceobrunnea ingår i släktet Chersotis och familjen nattflyn. Inga underarter finns listade i Catalogue of Life.